# Comuna Polîți, Kamin-Kașîrskîi
Polîți (în ucraineană Полиці) este o comună în raionul Kamin-Kașîrskîi, regiunea Volînia, Ucraina, formată din satele Ivanomîsl și Polîți (reședința).

## Demografie
Componența lingvistică a satului Polîți
     Ucraineană (99,83%)
     Alte limbi (0,16%)
Conform recensământului din 2001, majoritatea populației satului Polîți era vorbitoare de ucraineană (99,83%), existând în minoritate și vorbitori de alte limbi.